# Kaio Mendes
Kaio Silva Mendes, mais conhecido como Kaio Mendes ou Kaio (Várzea Grande, 18 de março de 1995), é um futebolista brasileiro que atua como volante. Atualmente, joga pela Ituano.

## Carreira

### Grêmio
Natural de Várzea Grande, município do interior do estado do Mato Grosso, Kaio iniciou sua carreira no Grêmio, equipe do Rio Grande do Sul.
Kaio fez duas partidas como suplente não utilizado no Campeonato Brasileiro de 2015, sendo a primeira uma vitória por 2–0 sobre o Figueirense, no dia 4 de setembro.
No dia 10 de fevereiro de 2016, realizou sua estreia profissional em uma vitória fora de casa por 1–0 sobre o Veranópolis, pelo Campeonato Gaúcho de 2016. Seu primeiro gol como profissional aconteceu em 29 de outubro de 2017, em um empate fora de casa por 2–2 com o Avaí, pelo Campeonato Brasileiro de 2017.
Como atleta do Grêmio, disputou quarenta partidas e marcou um gol. Ainda pela equipe gaúcha, foi campeão da Copa do Brasil de 2016, a Copa Libertadores da América de 2017 e dois campeonatos de 2018, o Gaúcho e a Recopa Sul-Americana.

### Sport
No dia 31 de janeiro de 2019, foi anunciado o empréstimo de Kaio ao Sport até o fim do ano. Estreou pelo clube em 10 de fevereiro, entrando como titular em uma vitória em casa por 3–0 sobre o Petrolina, pelo Campeonato Pernambucano de 2019.
Pela equipe de Pernambuco, o atleta não foi muito aproveitado, disputando apenas 4 partidas e não marcando nenhum gol. Apesar da curta passagem, participou da campanha que sagrou o Sport campeão do Campeonato Pernambucano de 2019.

### Paraná
Em 13 de janeiro de 2020, foi anunciado o empréstimo de Kaio ao Paraná até o final da temporada. Sua estreia pelo clube paranaense ocorreu em 23 de janeiro, entrando como substituto em uma vitória fora de casa sobre o Cascavel, pelo Campeonato Paranaense de 2020. Após o término do contrato de Kaio com o Grêmio, em 1 de abril de 2021, Kaio não renovou seu contrato e deixou o Paraná.
Foram 31 partidas no total, sendo 15 na Série B, quatro na Copa do Brasil e 12 no Paranaense. Em campo pela equipe paranaense, somou 1.571 minutos em campo.

### Ituano
Após a passagem pelo Paraná, foi anunciado pelo Ituano, time do interior do estado de São Paulo. Pela equipe paulista, realizou quarenta e seis jogos e marcou cinco vezes, integrando o elenco que venceu a Série C de Futebol de 2021.

### Chapecoense
Em novembro de 2022, foi anunciado como reforço da Chapecoense. Defendendo as cores da equipe catarinense, disputou partidas pela série B de 2023 e do campeonato catarinense do mesmo ano.

### Tombnense
No ano de 2024, foi anunciado como reforço pelo Tombense, equipe do interior de Minas Gerais.

## Títulos
Grêmio
- Copa do Brasil: 2016
- Copa Libertadores da América: 2017
- Recopa Sul-Americana: 2018
- Campeonato Gaúcho: 2018

Sport
- Campeonato Pernambucano: 2019

Ituano
- Campeonato Brasileiro - Série C: 2021